# Joaquim José Pacheco
Joaquim José Pacheco (Salvador, 11 de dezembro de 1808 — Rio de Janeiro, 1 de junho de 1884) foi um político brasileiro.
Foi presidente da província de Sergipe, nomeado por carta imperial de 7 de outubro de 1838, de 21 de janeiro a 28 de março de 1839.